# سرای رضوی
کاروانسرای شاه یا سرای شاه یا (پس از انقلاب ۱۳۵۷) سرای رضوی مربوط به دوره صفوی است و در قزوین، جنوب مجموعه بازار واقع شده و این اثر در تاریخ ۱۱ مرداد ۱۳۸۴ با شمارهٔ ثبت ۱۲۵۸۳ به‌عنوان یکی از آثار ملی ایران به ثبت رسیده‌است.

## پیشینه
ساخت بنای کاروانسرای شاه (سرای رضوی) متعلق به دوره سلطنت  شاه طهماسب صفوی (۹۸۳–۹۳۰ ه‍.ق) است. این سرا به صورت دو ایوانی ساخته شده و مجموعه حجره‌ها در دو طبقه گرداگرد حیاط مستطیل شکل آن را فرا گرفته‌اند. کاروانسرای در گذشته به صورت کاروانسرا بود و از آن به عنوان بارانداز کاروانیان و از شترخان آن برای چهارپایان آن‌ها استفاده می‌شد.
سرای شاه با سه ورودی که به قیصریه، بازار وزیر و بازار بزازها می‌پیوندد در دو طبقه ساخته شده و در جنوب قیصریه جای گرفته‌است. این سرا از آثار دوره صفوی است و ژان شاردن به تفصیل به وصف آن پرداخته‌است.